# Sergije Krešić
Sergije Krešić (Split, 29. studenog 1946.) je bivši hrvatski nogometaš i nogometni trener. 
U Hrvatskoj je u dva navrata trenirao HNK Hajduk Split.
Statistika u Hajduku
| Natjecanje        | Nastupi | Zgoditci |
| ----------------- | ------- | -------- |
| Prvenstvo         | 3       | 1        |
| Kup               | 0       | 0        |
| Superkup          | 0       | 0        |
| Međunarodne       | 0       | 0        |
| Splitski podsavez | 0       | 0        |
| Ukupno            | 3       | 1        |
| Prijateljske      | 5       | 0        |
| Sveukupno         | 8       | 1        |